# كولو دانيال سانو
كولو دانيال سانو (مواليد 1 ديسمبر 1951) (بالفرنسية: Kollo Daniel Sanou)‏ مخرج ومنتج أفلام وكاتب سيناريو بوركينابي.

## مسيرته
وُلد سانو في بورودوغو عام 1951. حصل على درجة البكالوريوس من المعهد الوطني للفنون في أبيدجان بساحل العاج، ثم حصل على درجة الماجستير من المعهد الحر للسينما الفرنسية في باريس، فرنسا.
منذ عام 1977، أخرج سانو أو كان كاتب سيناريو لأكثر من 25 فيلمًا وثائقيًا وروائيًا ورسوم متحركة. كما أخرج المسلسل التلفزيوني (Taxi Brousse)، وعمل أيضًا منتجا من 2001 إلى 2004.
كان فيلمه الأول الجدير بالملاحظة (Paweogo) (المهاجر)، الذي صدر في عام 1982 بإنتاج من شركة (CINAFRIC)، وهي شركة أنشأها رجل الأعمال المحلي (Martial Ouédraogo) لإنتاج وتوزيع أفلام بوركينا فاسو المحلية. ومع ذلك، بعد فترة وجيزة من الانتهاء من الفيلم، أفلست الشركة واضطرت إلى الإغلاق بسبب نقص الاستثمار. يعتبر (Paweogo) الفيلم الوحيد الذي أنتجته الشركة على الإطلاق. ومع ذلك، تم ترشيح الفيلم لجوائز المهرجان الأفريقي للسينما والتلفزيون لذلك العام، على الرغم من أنه لم يفز.
عمل سانو مخرجا وكاتب سيناريو لفيلم (Tasuma) لعام 2004، وهو دراما كوميدية لمحارب قديم في بوركينا فاسو قاتل من أجل فرنسا في الخارج للعودة إلى قريته. لاقى الفيلم استحسان النقاد على الرغم من أن ديف كير أشار إلى أن الفيلم تراجع عن مجازات قديمة للسينما الأفريقية مثل موضوع الفولكلوري ومكان القرية النبيلة.

## روابط خارجية
- كولو دانيال سانو على موقع IMDb (الإنجليزية)
- كولو دانيال سانو على موقع قاعدة بيانات الفيلم (الإنجليزية)